# Nuevo Progreso, Querétaro Arteaga
Nuevo Progreso är en ort i Mexiko.   Den ligger i kommunen Colón och delstaten Querétaro Arteaga, i den centrala delen av landet, 170 km nordväst om huvudstaden Mexico City. Nuevo Progreso ligger 1 954 meter över havet och antalet invånare är 347.
Terrängen runt Nuevo Progreso är kuperad åt nordväst, men åt sydost är den platt. Runt Nuevo Progreso är det ganska tätbefolkat, med 108 invånare per kvadratkilometer. Närmaste större samhälle är Colón, 4,1 km nordväst om Nuevo Progreso. Omgivningarna runt Nuevo Progreso är i huvudsak ett öppet busklandskap.